# Keriya
Keriya o Mugala (木尕拉镇S, Mùgǎlā ZhènP; uiguro: كېرىيە / Keriyə) è una città della contea di Keriya, Xinjiang, Cina, situata sull'antica via della seta meridionale. Centro amministrativo e commerciale della contea di Keriya, si trova circa 166 km ad est di Khotan, 80 km ad est di Qira e 120 km ad ovest di Niya.

## Storia
Nel corso della Dinastia Han il regno dell'oasi di Keriya era noto come Wumi (扜彌), ed era composto da "3340 famiglie e 20040 persone, di cui 3540 in grado di maneggiare armi". Questi numeri sembrano però illogici, considerando le troppe persone per ogni famiglia. Correggendo questo dato, il Libro degli Han posteriori, che parla del regno chiamandolo Jumi (拘彌), dice che durante la tarda dinastia Han (25-220) vi erano "2173 famiglie e 7251 persone, di cui 1760 in grado di maneggiare armi". Il Weilüe ed il Tangshu si riferiscono a Keriya come Hanmi 扞彌.
Sia l'Hanshu (Libro degli Han) che l'Hou Hanshu (Libro degli Han posteriori) posizionano questo regno 390 li [162 km] ad est di Khotan. È molto vicina alla distanza tra Khotan e Keriya riportata sulle moderne mappe, e conferma l'identificazione di Wumi/Jumi con Keriya.
La piccola città moderna di Keriya si trova sulla sponda occidentale del fiume Keriya. Circa 180 km a nord lungo il fiume Keriya si trova l'antico sito fortificato di Karadong, dove sono stati ritrovati i più antichi murales budhisti del mondo. Fu abbandonata nel IV secolo. Un altro sito, Yuan Sha, circa 40 km a nord di Karadong e datato all'età del ferro, è stato abbandonato attorno al 130 a.C.
C'è un villaggio circa 75 km a sud di Keriya chiamato Pulu. Vi sono a sud numerose cime oltre i 6000 metri, compreso l'Qong Muztag a 6962 metri nell'alta valle del fiume Keriya. Circa 100 famiglie uigure del distretto di Keriya, che si dicono essere diverse dagli altri uiguri, abitano a Tangzubasti, circa 170 km a nord di Yutian. Si dice che sorga sulle rovine dell'antica città di Keladun, dove sono stati trovati artefatti della dinastia Han (206 a.C. -222 d.C.).
Marco Polo visitò l'oasi alla fine del XIII secolo. La descrisse ampia "cinque giorni di viaggio", ma con deserti di sabbia ad est e ad ovest. Sia la provincia che la splendida capitale furono chiamate Pem. Egli notò che tutte le persone "adoravano Maometto", e che vi erano molte città e villaggi. "È ampiamente rifornita con mezzi di sussistenza" con frutteti, vigneti e molto cotone. Cita anche il "jasper" (probabilmente giada) ed il calcedonio trovati nei fiumi e le persone che "vivono grazie al commercio ed all'industria" e che "non erano per nulla guerrieri".
Si trovano anche riferimenti a miniere d'oro situate nei pressi di Keriya nel XIX secolo.